# Nanchū Koi wo Yatterū You Know?
Singles de Berryz Kōbō
Special Generation
(2005) 21ji Made no Cinderella
(2005)
Nanchū Koi wo Yatterū You Know? (なんちゅう恋をやってるぅ YOU KNOW?) est le 7e single du groupe de J-pop Berryz Kōbō.

## Présentation
Le single, écrit, composé et produit par Tsunku, sort le 8 juin 2005 au Japon sur le label Piccolo Town. Il atteint la 13e place du classement des ventes hebdomadaire de l'Oricon. Il sort aussi deux semaines après au format "single V" (vidéo DVD). La chanson-titre du single sert de générique de fin de la série anime Patalliro!, et figurera sur le deuxième album du groupe, Dai 2 Seichōki qui sort en novembre suivant, ainsi que sur sa compilation Special Best Vol.1 de 2009.

## Formation
Membres créditées sur le single :
- Saki Shimizu
- Momoko Tsugunaga
- Chinami Tokunaga
- Māsa Sudō
- Miyabi Natsuyaki
- Maiha Ishimura
- Yurina Kumai
- Risako Sugaya

## Liste des titres
Single CD
1. Nanchū Koi wo Yatterū You Know? (なんちゅう恋をやってるぅ YOU KNOW??)
2. Yume de Do Up (夢でドゥーアップ?)
3. Nanchū Koi wo Yatterū You Know? (Instrumental) (なんちゅう恋をやってるぅ YOU KNOW?...?)

Single V (DVD)
1. Nanchū Koi wo Yatterū You Know? (なんちゅう恋をやってるぅ YOU KNOW??)
2. Nanchū Koi wo Yatterū You Know? (Dance Shot Ver.) (なんちゅう恋をやってるぅ YOU KNOW?...?)
3. Making Eizô (メイキング映像?) (Making-of)